# تيبرفيل (ميزوري)
تيبرفيل (بالإنجليزية: Taberville)‏ هي إحدى المجتمعات الفردية (غير مصنفة) في ولاية ميزوري في الولايات المتحدة الأمريكية.